# Samoa Americana en los Juegos Olímpicos de Tokio 2020
Samoa Americana estuvo representada en los Juegos Olímpicos de Tokio 2020 por seis deportistas, cinco hombres y una mujer, que compitieron en cuatro deportes.
Los portadores de la bandera en la ceremonia de apertura fueron el halterófilo Tanumafili Jungblut y la nadadora Tilali Scanlan. El equipo olímpico no obtuvo ninguna medalla en estos Juegos.